# 江南中街道
江南中街道，是中华人民共和国广东省广州市海珠区下辖的一个乡镇级行政单位。

## 行政区划
江南中街道下辖以下地区：
万松园社区、南园东社区、南园西社区、聚龙社区、万寿社区、青凤社区、青葵社区、聚源社区、紫金社区、紫龙社区、杏园社区、贵德东社区、江宝社区、紫来社区、得胜社区和复兴社区。

## 交通

### 地铁
█2号线：江南西站